# 무솔리니와 차 한 잔
《무솔리니와 차 한 잔》(영어: Tea with Mussolini)은 영국과 이탈리아에서 제작한 프랑코 체피렐리 감독의 1999년 코미디 드라마 전쟁 영화이다. 체피렐리 본인의 자서전에 기반한, 반자전적인 이야기이다. 셰어 등이 출연하였고, 클라이브 파슨스 등이 제작에 참여하였다.
2000년 제53회 영국 아카데미 영화상에서 매기 스미스가 여우 조연상을 수상하였다.

## 줄거리
1935년 피렌체. 한 이탈리아 사업가가 재봉사에게서 본 사생아 루카는 어머니 사망 후 아버지에게 방임당한다. 사업가의 영국인 비서 메리는 매일 오후 함께 차를 마시는 재외국인 여성들 모임 스코르피오니를 통해 루카를 위한 신탁을 조성하고 이들은 루카의 부모 대신이 되어 준다.
한편 세계 정세의 격변 속에 이탈리아에 체류하는 외국인들의 입지도 위태로워지고, 이를 반영하듯 이탈리아 파시스트들은 스코르피오니까지 공격한다. 그러나 여전히 지인 베니토 무솔리니에 대한 믿음이 있는 레이디 헤스터는 무솔리니를 만나고 돌아와 “무솔리니와 차 한 잔” 하면서 안전을 확언받았다는 얘기를 자랑스레 늘어놓는데...

## 출연진
- 셰어 - 엘사 모건솔 스트라우스아미슨 역: 부유한 유대계 미국인 사교계 명사.
- 주디 덴치 - 애러벨라 역: 예술애호가, 예술가 지망생.
- 조앤 플로라이트 - 메리 월리스 역: 영국인.
- 매기 스미스 - 레이디 헤스터 랜덤 역: 전 이탈리아 주재 영국 외교관 남편과 사별한 노부인.
- 릴리 톰린 - 조지나 “조지” 록웰 역: 레즈비언 미국인 고고학자.
- 테사 프리처드 - 코니 레이너 역: 더 모닝 포스트 기자.
- 베어드 월리스 - 루카 인노첸테 역: 10대.
  - 찰리 루커스 - 루카 인노첸테 역: 아이.
- 폴 체커 - 윌프레드 “루시” 랜덤 역: 레이디 헤스터의 손자.
- 파올로 시갠티 - 비토리오 판판니 역: 엘사의 변호사 연인.
- 미노 벨레이 - 체사레 역: 엘사의 미술상 친구.
- 마시모 기니 - 파올로 구아르니에리 인노첸테 역: 루카의 아버지.
- 마이클 윌리엄스 - 영국 영사 역
- 클라우디오 스파다로 - 베니토 무솔리니 역
- 피노 콜리치 - 디노 그란디 역
- 폴라 제이컵스 - 몰리 역
- 재키 베이스하트

## 기타 제작진
- 배역: 미르타 구아르나스첼리, 에마 스타일
- 의상: 안나 안니, 제니 베번, 알베르토 스피아치